# Calocybe
Calocybe is een geslacht van schimmels behorend tot de familie Lyophyllaceae. De typesoort is de voorjaarspronkridder (Calocybe gambosa).

## Soorten
Volgens Index Fungorum telt het geslacht 57 soorten (peildatum januari 2022):
| Soortnaam                                   | Auteur(s)                                     | Publicatiejaar |
| ------------------------------------------- | --------------------------------------------- | -------------- |
| Calocybe africana                           | Singer                                        | 1978           |
| Calocybe albella                            | (Fr.) Bon                                     | 1995           |
| Calocybe alneti                             | Singer                                        | 1978           |
| Calocybe alpestris                          | (Britzelm.) Singer                            | 1962           |
| Calocybe aromatica                          | (Murrill) Harmaja                             | 1976           |
| Calocybe atropapillata                      | Singer                                        | 1978           |
| Calocybe aurantiaca                         | X.D. Yu & Jia J. Li                           | 2017           |
| Calocybe badiofloccosa                      | J.Z. Xu & Yu Li                               | 2019           |
| Calocybe bipigmentata                       | Singer                                        | 1978           |
| Calocybe borealis                           | A. Riva                                       | 1987           |
| Calocybe buxea                              | (Maire) Raithelh.                             | 1979           |
| Calocybe carnea (Roze pronkridder)          | (Bull.) Donk                                  | 1962           |
| Calocybe caucasica                          | Singer                                        | 1962           |
| Calocybe cerinoides                         | Kalamees                                      | 1994           |
| Calocybe charistera                         | (Berk. & Broome) Pegler                       | 1986           |
| Calocybe chrysenteron (Gouden pronkridder)  | (Bull.) Singer                                | 1962           |
| Calocybe civilis                            | (Fr.) Gulden                                  | 1993           |
| Calocybe coacta                             | J.Z. Xu & Yu Li                               | 2021           |
| Calocybe coniceps                           | Singer                                        | 1978           |
| Calocybe convexa                            | X.D. Yu & Jia J. Li                           | 2017           |
| Calocybe cyanea                             | Singer ex Redhead & Singer                    | 1978           |
| Calocybe cyanella                           | Singer ex Redhead & Singer                    | 1978           |
| Calocybe cyanocephala                       | (Pat.) Pegler                                 | 1983           |
| Calocybe decolorata                         | X.D. Yu & Jia J. Li                           | 2017           |
| Calocybe eborina                            | Pegler                                        | 1983           |
| Calocybe erminea                            | J.Z. Xu & Yu Li                               | 2019           |
| Calocybe favrei                             | (R. Haller Aar. & R. Haller Suhr) Bon         | 1999           |
| Calocybe fibrillosa                         | Singer                                        | 1950           |
| Calocybe fulvipes                           | J.Z. Xu & Yu Li                               | 2021           |
| Calocybe gambosa (Voorjaarspronkridder)     | (Fr.) Donk                                    | 1962           |
| Calocybe gangraenosa                        | (Fr.) V. Hofst., Moncalvo, Redhead & Vilgalys | 2012           |
| Calocybe graveolens                         | (Pers.) Singer                                | 1975           |
| Calocybe hebelomoides                       | (Ew. Gerhardt) Læssøe & J.H. Petersen         | 2018           |
| Calocybe heterospora                        | Singer                                        | 1962           |
| Calocybe hymenoderma                        | Corriol                                       | 2017           |
| Calocybe hypoxantha                         | (Joss. & Riousset) Bon                        | 1988           |
| Calocybe indica                             | Purkay. & A. Chandra                          | 1974           |
| Calocybe ionides (Paarse pronkridder)       | (Bull.) Donk                                  | 1962           |
| Calocybe littoralis                         | Ballero & Contu                               | 1990           |
| Calocybe musashiensis                       | (Hongo) Hongo                                 | 2010           |
| Calocybe naucoria                           | (Murrill) Singer                              | 1962           |
| Calocybe obscurata                          | (P. Karst.) Arnolds                           | 2006           |
| Calocybe obscurissima (Donkere pronkridder) | (A. Pearson) M.M. Moser                       | 1967           |
| Calocybe ochracea                           | (R. Haller Aar.) Bon                          | 1999           |
| Calocybe onychina                           | (Fr.) Donk                                    | 1962           |
| Calocybe phragmitis                         | Kalamees                                      | 1986           |
| Calocybe pilosella                          | Floriani & Vizzini                            | 2015           |
| Calocybe pseudoflammula                     | (J.E. Lange) M. Lange ex Singer               | 1962           |
| Calocybe pseudolilacea                      | Singer                                        | 1943           |
| Calocybe pusilla                            | (Peck) Harmaja                                | 1979           |
| Calocybe rubra                              | Rick ex Redhead & Singer                      | 1978           |
| Calocybe rubrocyanea                        | (Berk. & Broome) Pegler                       | 1986           |
| Calocybe theiochroa                         | (Berk. & Broome) Pegler                       | 1986           |
| Calocybe vasilievae                         | (Singer) Singer                               | 1986           |
| Calocybe venezuelana                        | (Dennis) Singer                               | 1966           |
| Calocybe vinacea                            | J.Z. Xu & Yu Li                               | 2021           |